# ISS-Expedition 10
ISS-Expedition 10 ist die Missionsbezeichnung für die zehnte Langzeitbesatzung der Internationalen Raumstation. Die Mannschaft lebte und arbeitete vom 16. Oktober 2004 bis zum 24. April 2005 an Bord der ISS.

## Mannschaft
- Leroy Chiao (4. Raumflug), ISS-Kommandant 22. Oktober 2004 bis 22. April 2005 (NASA/USA)
- Salischan Schakirowitsch Scharipow (2. Raumflug), Bordingenieur (Roskosmos/Russland)

### Ersatzmannschaft
Die spätere Besatzung der ISS-Expedition 12:
- William S. McArthur, Kommandant (NASA/USA)
- Waleri Iwanowitsch Tokarew, Bordingenieur (Roskosmos/Russland)

## Missionsüberblick
Zunächst aktivierte die Besatzung das Experiment EarthKAM, während die Missionskontrolleure mitteilten, dass der Sauerstoffgenerator Elektron wieder zum Betrieb freigegeben wurde, nachdem die vorherige Besatzung die Reparaturen abgeschlossen hatte. Am 4. und 5. November führten Chiao und Scharipow das Experiment Advanced Diagnostic Ultrasound in Microgravity (ADUM) aus, bei dem analysiert wird, wie im Weltraum durch die Raumfahrer bestimmte Krankheiten an Mediziner auf der Erde übermittelt werden können.
Chiao benutzte am 8. November das Manipulatorsystem der Station dazu, das Labormodul Destiny auf Schäden zu inspizieren. Die Kameras des SSRMS Canadarm 2 bildeten die während der Shuttle-Mission STS-113 bemerkten Schäden ab, die aber offenbar nicht durch Mikrometeoriten oder Weltraumtrümmer verursacht wurden.
Am 17. November wurde die Umlaufbahn der ISS durch eine Antriebsphase des am Heck angekoppelten Frachtraumschiffs Progress-M 50 angehoben. Am 24. November wurde der Status der Triebwerke von Sojus-TMA 5 überprüft. Dies war notwendig, da das Raumschiff am 29. November zum Kopplungsstutzen von Sarja umgesetzt wurde. Der Flug dauerte etwa 20 Minuten. Zuvor waren einige Systeme der Station in einen automatischen Betriebsmodus versetzt oder deaktiviert worden. Dies geschah für den Fall, dass ein Wiederankoppeln nicht gelungen wäre.
Chiao nahm im November als erster Astronaut an den US-Präsidentschaftswahlen 2004 vom All aus teil.
Am 1. Januar 2005 traten erneut Probleme mit dem Sauerstoffgenerator Elektron auf. Während der Reparaturarbeiten wurde die Atmosphäre der ISS zeitweise mit Sauerstoff aus Progress-M 51 aufgefüllt. Am 15. Januar wurde in Vorbereitung auf die Ankunft des nächsten Frachters eine erneute Bahnanhebung des Orbitalkomplexes ausgeführt.
Für den ersten Außenbordeinsatz wurden am 18. Januar die Batterien der russischen Orlan-Raumanzüge aufgeladen, am 19. Januar die Geräte und Werkzeuge präpariert und am 20. Januar verschiedene Ausrüstungen aktiviert. Am 26. Januar stiegen Chiao und Scharipow um 7:43 Uhr UTC aus dem Schleusenmodul Pirs aus, installierten eine Arbeitsplatte auf dem Servicemodul Swesda und auf dieser wiederum ein Experiment. Anschließend montierten die Raumfahrer eine Antenne und setzten die Experimente MPC und SEED, mit denen Mikrometeoriten und Trümmerreste aus der Erdumlaufbahn gesammelt sowie verschiedene Materialien den Bedingungen des Weltraums ausgesetzt wurden, an der Außenseite von Swesda um. Danach inspizierten Ciao und Scharipow Auslässe des Sauerstoffgeneratorsystems Elektron und des Kohlenstoffdioxydabsorbers Wosduch, um Erklärungen für die immer wieder auftretenden Schwierigkeiten der Systeme zu ermitteln. Abschließend installierten sie ein Materialexperiment an der Luftschleuse Pirs. Der Außenbordeinsatz endete 13:11 Uhr UTC nach 5 Stunden und 28 Minuten.
Zum wissenschaftlichen Programm gehörten Experimente zur Medizin, Erdbeobachtung, Biologie, Materialwissenschaft und Raumfahrttechnologie. Ohne zusätzlichen Materialaufwand liefen Untersuchungen zu natürlichen und vom Menschen verursachten Phänomenen auf der Erde und in der Erdatmosphäre (Experimente: Crew Earth Observation, ESTER, Biotomeja, Uragan, Molnija SM), zu Strukturen auf der Erdoberfläche durch die Fernbedienung einer Stationskamera durch Schülergruppen auf der Erde (EarthKAM), zur Zusammenarbeit zwischen Stations- und Bodencrew (Crew Interactions), zu Strahlungs- und Beschleunigungsmessungen innerhalb der Station (Radiation Monitoring, Prognos, BraDos, MAMS, SAMS) sowie verschiedene außenbords angebrachte Materialtests (Kromka, MPAC, SEED, MISSE, Meteoroid) ab.
Weitere Arbeiten betrafen die Vorbereitung von Materialien für den Rücktransport zur Erde, die Inventarisierung neuer Materialien und Versorgungsgüter, die Entsättigung der Lageregelungsgyroskope sowie weitere Wartungs- und Reinigungsprozesse. Am 9. Februar wurde der Sauerstoffgenerator im russischen Servicemodul erneut abgeschaltet, während Sauerstoff aus Gastanks des Frachters Progress-M 51 in die Station abgelassen wurde. Außerdem wurde Treibstoff in die Tanks des Moduls Sarja umgepumpt. Am 27. Februar wurde Progress-M 51 von der ISS abgekoppelt, verblieb für ein Plasmaexperiment aber bis zum 9. März im Orbit.
Die durch den am 28. Februar gestarteten und 2 Tage später an der Station angekoppelten Frachter Progress-M 52 gelieferten Wärmetauscher wurden durch Leroy Chiao im US-Schleusenmodul Quest installiert, um wieder Außenbordeinsätze mit amerikanischen Raumanzügen zu ermöglichen.
Am 16. März wurde die Energiezufuhr zum Lageregelungsgyroskop 2 aufgrund des Ausfalles einer Energiefernsteuerungseinheit erneut unterbrochen. Ein derartiges Steuerungsmodul war bereits im April 2004 ausgefallen und während eines Außenbordeinsatzes im Juni ausgetauscht worden. Die Steuerungseinheit wurde später einfach überbrückt. Nach dem Austausch des bereits 2002 ausgefallenen Gyroskopes Nummer 1 funktionierte das aus vier Einheiten bestehende System später wieder komplett.
Am 28. März führten Chiao und Scharipow ihre zweite EVA (Extra Vehicular Activity) durch, um am Heck von Swesda Antennen für die Annäherung des ATV zu installieren, einen Experimentalsatelliten auszusetzen und eine Antenne für das Global Positioning System (GPS) zu montieren. Die Raumfahrer beendeten ihren zweiten Außenbordeinsatz um 10:55 Uhr UTC nach 4 Stunden und 30 Minuten. Der Kleinsatellit NanoSputnik hatte eine Masse von etwa 5 Kilogramm und fungierte als Testboje für das weltweite Notsignalsystem Kospas-Sarsat. Nach etwa 2 Monaten verglühte er in der Erdatmosphäre.
Am 15. April startete die Nachfolgemannschaft, bestehend aus Sergej Krikaljow und John Phillips sowie der ESA-Astronaut Roberto Vittori mit dem Raumschiff Sojus-TMA 6 und koppelte zwei Tage später an der ISS an. Nachdem das Spezialprogramm im Auftrag der ESA absolviert worden war, kehrte Vittori gemeinsam mit der ISS-Expedition 10 am 24. April mit Sojus-TMA 5 zur Erde zurück.